# 曇り止め

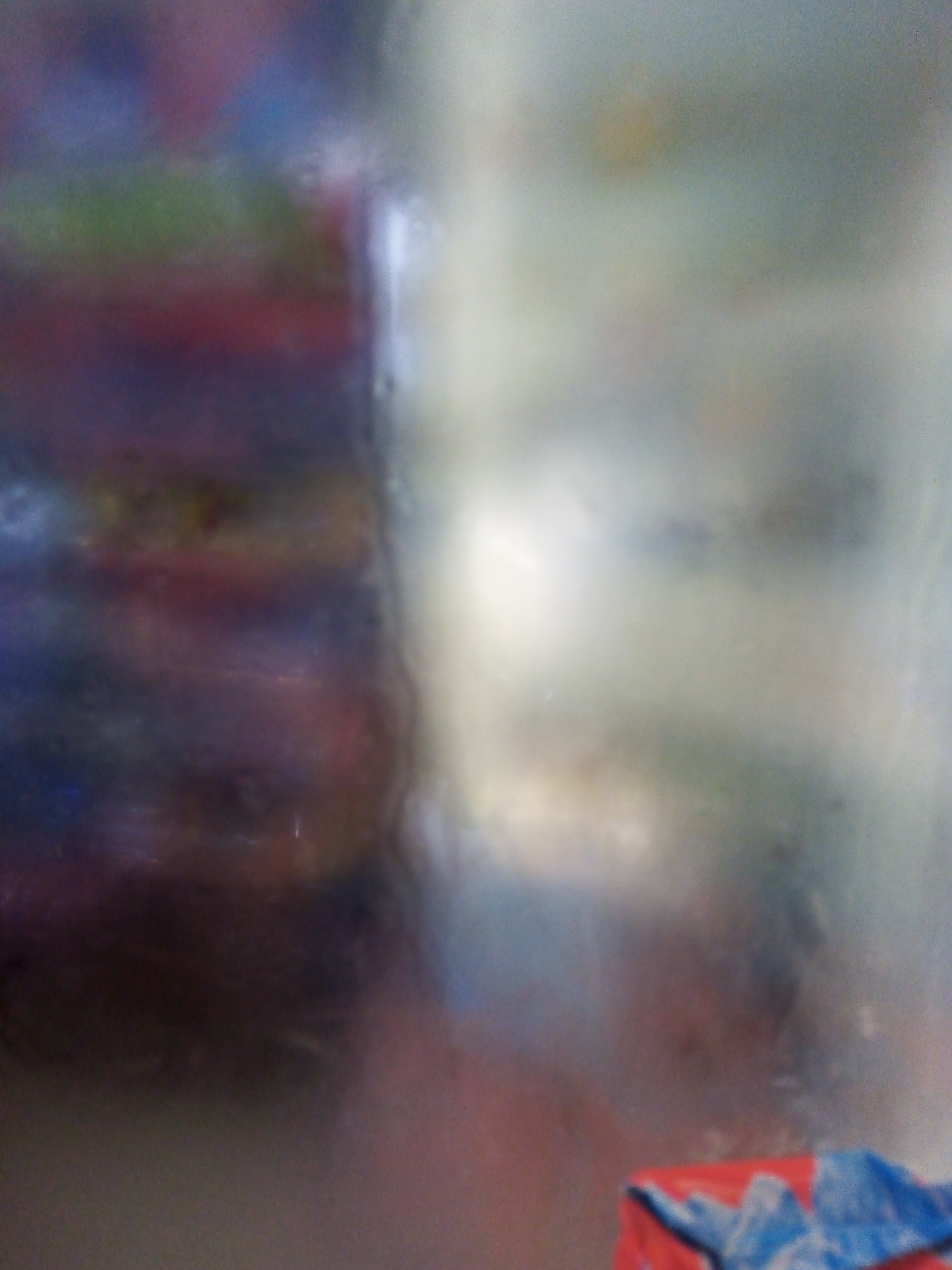
ガラスの結露による曇り

曇り止め（くもりどめ）または防曇（ぼうどん）とは、ある表面が結露による細かな水滴で霧のようになる（曇る）のを防ぐ機能。また、曇りを防ぐ化学物質も曇り止め、あるいは防曇剤（ぼうどんざい）という。
近代的な防曇剤はジェミニ計画の中でNASAによって最初に開発され、現在では車両、浴室などに用いられるガラスやプラスチック類、眼鏡、ゴーグル、カメラレンズやミラーなど光学製品で使用される透明材料や反射材料の表面に活用されている。防曇技術の一例として、界面活性剤の塗布（すなわち親水性の表面の形成）によって表面張力を最小化させて濡れ性を変化させ、水を水滴状ではなく光散乱しない水膜状にする処理がある。

## 開発
防曇剤はジェミニ計画の中でヘルメットのバイザーに使用するためにNASAによって最初に開発された。1966年6月のジェミニ9-A号で宇宙飛行士ユージン・サーナンがNASA最初の宇宙服をテストした際に、船外活動中にヘルメットのバイザーが曇ることが判明した。飛行後のテストにより、防曇液で処理されたバイザーの小さなパッチが、結露を防ぐのに効果をもつことが確認された。その後のジェミニ計画ではすべて、船外活動前に予め防曇液が塗布されている。

## 塗布
曇り止めは通常、スプレー溶液、クリームやジェル、およびウェットワイプとして入手することもできるが、複雑な防曇加工によってより耐性のあるコーティングがなされることも多い。防曇添加剤は、プラスチックの内側から表面に染み出すように添加することもできる。

### 防曇剤
以下の物質が曇り止めとして使用されている。
- 水の表面張力を最小化する界面活性剤：
  - シャンプー、石鹸、シェービングクリームなどの洗剤を溶液として塗布し、すすぎをせずに拭き取る。
- 表面自由エネルギー (英語版) を最大化する親水性コーティング：
  - ポリマーとヒドロゲル：
    - ゼラチン
    - 蜜蝋

  - コロイドとナノ粒子：
    - 二酸化チタンは、紫外線の下で親水性が高くなる。

### 簡易的な利用
曇りを防ぐ方法の1つとして洗剤を薄く塗ることがあるが、洗剤は水への溶解度が高く、にじみやすいため、この方法は好まれない。一般的に知られている効果的な曇り止めとして、ダイビングでは唾液を使用する者も多い。

## 用途

### 水中ダイビング
スキューバダイビングや水中ホッケーでは、曇りによって視界が奪われるのを防ぐために、マスクに唾を吐いて表面をすばやく水で洗うということも多い。一般的にはより効果的な曇り止め製品も市販されている。新品のマスクレンズには製造工程によるシリコーンがまだ付いているため、まず歯磨き粉でレンズを洗浄してから、マスクをすすぎ、それから曇り止めを塗ることが勧められる。